# At Fillmore East
At Fillmore East è il terzo album, il primo dal vivo, del gruppo musicale The Allman Brothers Band. Pubblicato nel luglio 1971, At Fillmore East è considerato dagli esperti come uno degli album live migliori della storia ed occupa la posizione 49 nella lista dei 500 migliori album secondo la rivista Rolling Stone. Nel 2004 l'album è stato aggiunto alla National Recording Registry: una lista di registrazioni culturalmente e storicamente importanti che riflettono la vita negli Stati Uniti d'America.

## Il disco
Poco tempo dopo aver completato la registrazione del loro secondo album, Idlewild South (1970), il leader della band Duane Allman venne contattato dal chitarrista Eric Clapton per contribuire al suo nuovo progetto, Derek and the Dominos. Allman era un grande fan dei Cream, e Clapton era rimasto molto colpito dal lavoro svolto da Allman in qualità di session man nella versione di Hey Jude di Wilson Pickett alcuni anni prima. I due si incontrarono una sera a Miami dopo uno show e suonarono insieme fino al pomeriggio successivo in una lunghissima jam session. Clapton invitò Duane ad entrare nei Derek and the Dominos, e secondo quanto riportato dal biografo della band Alan Paul, egli prese in considerazione l'offerta ma poi decise di tornare nella Allman Brothers Band dopo aver suonato con Clapton in qualche occasione. Le sessioni furono incluse nell'album Layla and Other Assorted Love Songs, pubblicato in novembre.
Nel frattempo, Idlewild South stentava ancora nel raccogliere consensi, ma la popolarità della band cominciava a crescere grazie alla reputazione delle loro esibizioni dal vivo. Il gruppo suonò per tutto il 1970, esibendosi in più di 300 date. Durante questo periodo, il gruppo iniziò a fare uso di droghe pesanti. Tutti i membri della band, con l'eccezione dei fratelli Allman, avevano problemi economici. La situazione si fece sempre più preoccupante, tanto che il tour manager del gruppo, Twiggs Lyndon, arrivò ad accoltellare uccidendolo un promoter che non aveva pagato la band. Le sorti degli Allman Brothers Band iniziarono a cambiare nel 1971, proprio grazie al successo riscosso dalle esibizioni al Fillmore East di New York.
La band aveva già suonato una prima volta al Fillmore East nel dicembre 1969, aprendo per i Blood, Sweat & Tears nel corso di tre serate. Il promoter Bill Graham gradì molto la performance della band e volle presto avere nuovamente il gruppo in cartellone. Nel gennaio 1970, la band suonò come gruppo spalla per Buddy Guy e B.B. King al Fillmore West di San Francisco, e un mese dopo al Fillmore East per i Grateful Dead. Secondo il biografo Alan Paul, "questi show furono di importanza cruciale nello stabilire la popolarità della band negli Stati Uniti".

### Registrazione e produzione
Come suggerito dal titolo, il disco At Fillmore East venne registrato nel corso di due serate (il 12 e 13 marzo 1971, concerti per i quali la band guadagnò 1,250 dollari a serata) svoltesi a New York City nel locale Fillmore East di proprietà del promoter Bill Graham.
Il disco venne prodotto da Tom Dowd; che aveva già lavorato con il gruppo in occasione del loro secondo album, Idlewild South. Egli era recentemente tornato dall'Africa dove aveva lavorato al film musicale Soul to Soul, e rimase a New York svariati giorni per supervisionare le registrazioni dal vivo.
Ogni notte dopo lo show, i musicisti e Dowd si trasferivano agli Atlantic Studios per lavorare sui nastri. Le liste dei brani da suonare nelle serate successive furono compilate ascoltando le registrazioni fin lì eseguite, in modo da poter approntare nuove versioni dei brani che non erano riusciti al meglio dato che la band era contraria ad ogni tipo di "aggiustamento" in studio in fase di post-produzione.
Il 27 giugno, il Fillmore East chiuse definitivamente i battenti, e la band fu invitata a suonare nel corso del concerto finale di commiato, insieme a Edgar Winter, Beach Boys e Country Joe McDonald. L'esibizione degli Allman Brothers venne usata come fonte per la versione estesa della ristampa CD di At Fillmore East, intitolata The Fillmore Concerts.

### Descrizione

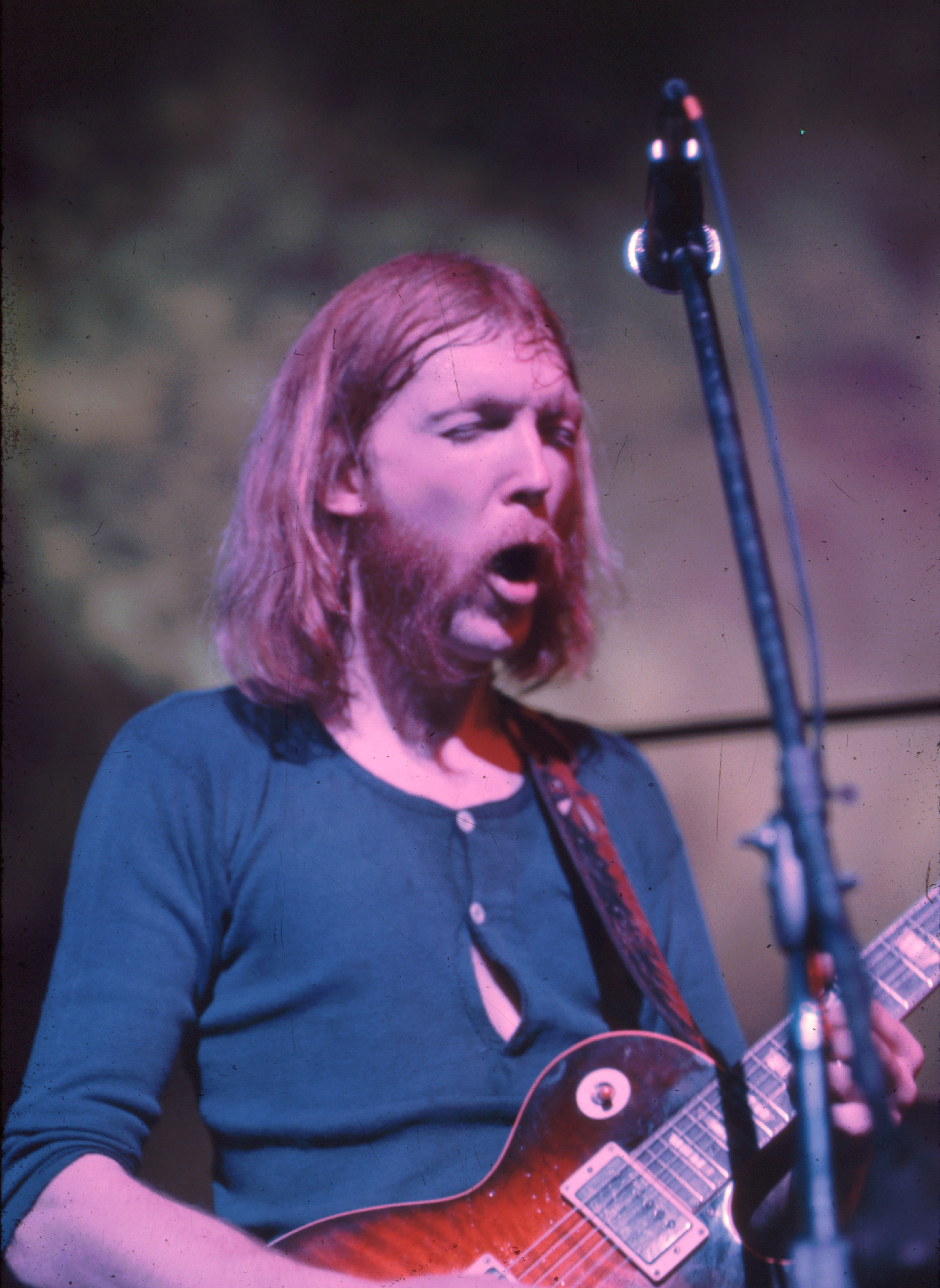
Duane Allman al Fillmore East nel 1971

At Fillmore East mostra l'eclettico stile della band costituito da un miscuglio di blues, rock, country, e jazz.
L'annunciatore Michael Ahern apre At Fillmore East presentando la band sul palco in modo semplice e diretto: «Okay, the Allman Brothers Band». Il biografo di Duane Allman, Randy Poe, descrisse questo annuncio come "l'unico momento sotto tono di tutto l'intero show". La cover di Statesboro Blues di Blind Willie McTell che apre l'esibizione risente della resa del pezzo data da Taj Mahal nel 1968, che aveva ispirato Duane Allman a suonare la slide guitar. Segue Done Somebody Wrong, presentata da Duane come «una vecchia canzone di Elmore James... Una vecchia storia vera... »
In Stormy Monday risuonano le radici blues della band, e molte parti di chitarra provengono dalla versione del brano registrata da Bobby "Blue" Bland all'inizio degli anni sessanta. You Don't Love Me è la prima delle tracce influenzate dal jazz presenti sull'album, dove gioca un ruolo da protagonista Duane Allman. Il finale della canzone contiene elementi di Joy to the World. Hot 'Lanta è un brano solo strumentale, palcoscenico ideale per l'abilità di Berry Oakley al basso. In Memory of Elizabeth Reed, altro brano strumentale, possiede influenze latinoamericane, e invita a paragoni con lo stile modale del sassofonista jazz John Coltrane (specialmente durante l'assolo finale di Duane). L'esecuzione inizia con una "lunga e laconica" introduzione ad opera di Betts, memore della "tromba sognante" suonata da Miles Davis sull'album Kind of Blue (1959).
Whipping Post, la traccia più famosa del disco, (inizia in tempo 11/8, territorio insolito per un gruppo rock) si trasforma ben presto in una lunghissima jam session della durata di circa 23 minuti. Gli applausi concludono l'album mentre il brano sfuma per trasformarsi in Mountain Jam, una torrenziale jam session che sarebbe apparsa nella sua interezza sull'album del 1972 Eat a Peach.

### Copertina
La band stessa decise di progettare la copertina di At Fillmore East piuttosto che delegare il lavoro al reparto grafico della Atlantic (Allman era rimasto particolarmente disgustato dalla copertina dell'album Hold On, I'm Comin' di Sam & Dave). Inizialmente, la copertina dell'album avrebbe dovuto raffigurare il gruppo ritratto davanti al Fillmore East con i nomi dei vari membri impressi sopra le teste, ma nessuno era soddisfatto del risultato.
Alla fine la foto di copertina venne scattata dal fotografo Jim Marshall la mattina presto a casa della band a Macon, in Georgia. Il gruppo non fu entusiasta di svegliarsi presto per le sedute fotografiche, e normalmente la band odiava essere fotografata, ma nel complesso il progetto andò a buon fine. Tuttavia, durante la seduta, Duane vide da lontano un suo amico spacciatore, corse verso di lui e prese un sacchetto di cocaina, tornando poi a sedersi come nulla fosse in mezzo agli altri, scatenando così l'ilarità generale, e dando inconsapevolmente luogo alla memorabile immagine di copertina. Marshall scrisse il titolo dell'album su una delle casse di strumentazione della band, che erano appoggiate contro il muro.
L'immagine sul retro di copertina vede i roadie del gruppo nella stessa posa con 16 bottiglie di birra marca Pabst Blue Ribbon gentilmente fornite dal fotografo come ricompensa per aver trasportato la pesante attrezzatura della band per la foto.

### Pubblicazione ed accoglienza
| Recensione       | Giudizio       |
| ---------------- | -------------- |
| OndaRock         | Pietra Miliare |
| Piero Scaruffi   |                |
| Allmusic         |                |
| Discogs          |                |
| Robert Christgau | B-             |
| Rolling Stone    |                |

At Fillmore East venne pubblicato nel luglio 1971 dalla Capricorn Records come doppio LP, ma al costo di uno singolo. La Atlantic e la Atco inizialmente respinsero l'idea di far uscire un album doppio, e Jerry Wexler arrivò a dire quanto fosse "ridicolo includere tutte quelle jam session". Il manager della band, Phil Walden, spiegò quindi alla dirigenza della casa discografica che il gruppo dava il meglio di sé dal vivo piuttosto che in studio, e quanto fosse per loro importante che l'esibizione apparisse integrale sul disco. Detto questo, dall'album furono comunque tagliati gli oltre 33 minuti dell'improvvisazione Mountain Jam, che se uniti agli altri 23 minuti circa della celebre versione di Whipping Post, avrebbero portato la durata dell'album vicina a quella di un triplo LP. Nella forma pubblicata, l'album contiene sette tracce su quattro facciate in vinile. Rispetto ai precedenti lavori della band, il disco ricevette un buon riscontro economico. Il disco raggiunse la tredicesima posizione nella classifica statunitense Billboard 200, certificandosi disco d'oro in ottobre. Il 25 agosto 1992 divenne disco di platino.
At Fillmore East è uno dei 50 dischi scelti nel 2004 dalla Biblioteca del Congresso degli Stati Uniti per essere inseriti nel National Recording Registry. Nel 2003 Rolling Stone incluse l'album alla posizione numero 49 della sua lista circa "i migliori 500 album di sempre", descrivendolo come "il più grande doppio disco rock dal vivo". Il disco è stato inoltre incluso nei libri 1001 Albums You Must Hear Before You Die (2005) e 1,000 Recordings To Hear Before You Die (2008).

## Tracce
CD Capricorn 531 260-2 (PolyGram)
1. Statesboro Blues – 4:20 (Blind Will McTell)
2. Done Somebody Wrong – 4:35 (Elmore James)
3. Stormy Monday – 8:44 (T. Bone Walker)
4. You Don't Love Me – 19:15 (Willie Cobbs)
5. Hot 'Lanta – 5:17 (Gregg Allman, Duane Allman, Dickey Betts, Butch Trucks, Berry Oakley, Jai Johanny Johanson)
6. In Memory of Elizabeth Reed – 13:04 (Dickey Betts)
7. Whipping Post – 22:56 (Gregg Allman)

## Formazione
- Gregg Allman – organo hammond B3, piano, chitarra, voce
- Duane Allman – chitarra, chitarra slide
- Dickey Betts – chitarra
- Berry Oakley – basso
- Butch Trucks – batteria, percussioni
- Jai Johanny Johanson "Jaimoe" – batteria
- Thom Doucette - armonica

## Classifiche
| Classifica (2022) | Posizione massima |
| ----------------- | ----------------- |
| Grecia            | 19                |